# Brørup (stacja kolejowa)
Brørup (duń. Brørup Station) – stacja kolejowa w miejscowości Brørup, w regionie Dania Południowa, w Danii. Znajduje się na linii Lunderskov – Esbjerg i obsługuje pociągi regionalne Danske Statsbaner.

## Linie kolejowe
- Linia Lunderskov – Esbjerg